# Jalal Zolfonoun
Jalal Zolfonoun ou Jalal Zoufonoun (جلال ذوالفنون), (né le 7 mars 1938 à Abadeh, Iran, mort le 18 mars 2012) est un musicien traditionnel iranien. C'est un joueur de setâr bien connu qui a participé à de nombreuses formations.

## Carrière
Jalal Zolfonoun a reçu son apprentissage de son père Habib Zoufonoun et de son frère aîné Mahmoud Zoufonoun sur le târ et le violon.
À 13 ans, il suit les cours de l'école nationale de musique iranienne sous la direction de Ruhollah Khaleghi et Musa Khan Maroufi. Il y étudia la composition pour le târ, le setâr n'étant guère considéré en ce temps. À 30 ans, il suivit l'enseignement au setâr des maîtres Nour Ali Boroumand et Daryoush Saffat à la Faculté des Beaux-Arts de l'Université de Téhéran.

## Méthodologie
Dès lors, il se concentra sur cet instrument et proposa un ensemble de joueurs de setârs qui eut un franc succès avec un disque: Golehsadbarg (« fleur à cent pétales »). Il fut ainsi celui qui permit au setâr d'acquérir ses lettres de noblesse au sein de la musique iranienne savante, passant du dernier au premier rang ! Il a effectué de nombreuses tournées internationales et écrit une méthode: « Jouer du setâr / méthode d'apprentissage ». 
Son fils Soheil lui emboîte le pas.

## Discographie
- Golesadbarg
- Atash dar Neyestan
- Parand
- Peyvand
- Kord Bayat
- Del Aavaa
- Pearl Beads
- Sheydaee
- Mystic Journey